# 50.ª cumbre del G7
La 50.ª cumbre del G7 se celebró del 13 al 15 del junio de 2024 en Borgo Egnazia, Fasano, Apulia, Italia. Dicho evento reunió de costumbre a los líderes de los siete Estados parte, así como al presidente del Consejo Europeo y la presidenta de la Comisión Europea. Aunque con invitados internacionales por parte de la presidencia de Giorgia Meloni. La cumbre se celebró en medio de la guerra Israel-Gaza y la guerra de Ucrania.

## Preludio
El 7 de febrero de 2024 se celebró por videoconferencia una reunión de Ministros de Comercio del G7. Se emitió un comunicado conjunto en el que se reafirmaba el compromiso de los ministros de reformar la OMC y abordar los desafíos del comercio mundial.
Los Ministros de Asuntos Exteriores del G7 se reunieron el 17 de febrero informalmente en la Conferencia de Seguridad de Múnich. Como presidente de la reunión, el Ministro de Asuntos Exteriores de Italia, Antonio Tajani, emitió una declaración. Los ministros expresaron su «apoyo inquebrantable» a la soberanía de Ucrania y exigieron aclaraciones sobre la Muerte de Alekséi Navalni. También abordaron los conflictos regionales en Medio Oriente y el Mar Rojo, condenaron los ataques terroristas y reportaron preocupaciones sobre el programa nuclear de Irán.
El 24 de febrero, en el segundo aniversario de la invasión rusa de Ucrania, se celebró la primera videoconferencia de los líderes del G7. La primera ministra, Giorgia Meloni, presidenta de la reunión, asistió desde Kiev junto con el primer ministro Justin Trudeau de Canadá, la presidenta de la Comisión Europea, Ursula von der Leyen, y el presidente de Ucrania, Volodímir Zelenski. Después de la conferencia se publicó una declaración de los líderes. Donde confirmó la «determinación» de seguir apoyando a Ucrania y fortalecer las sanciones a Rusia.

## Líderes en la cumbre

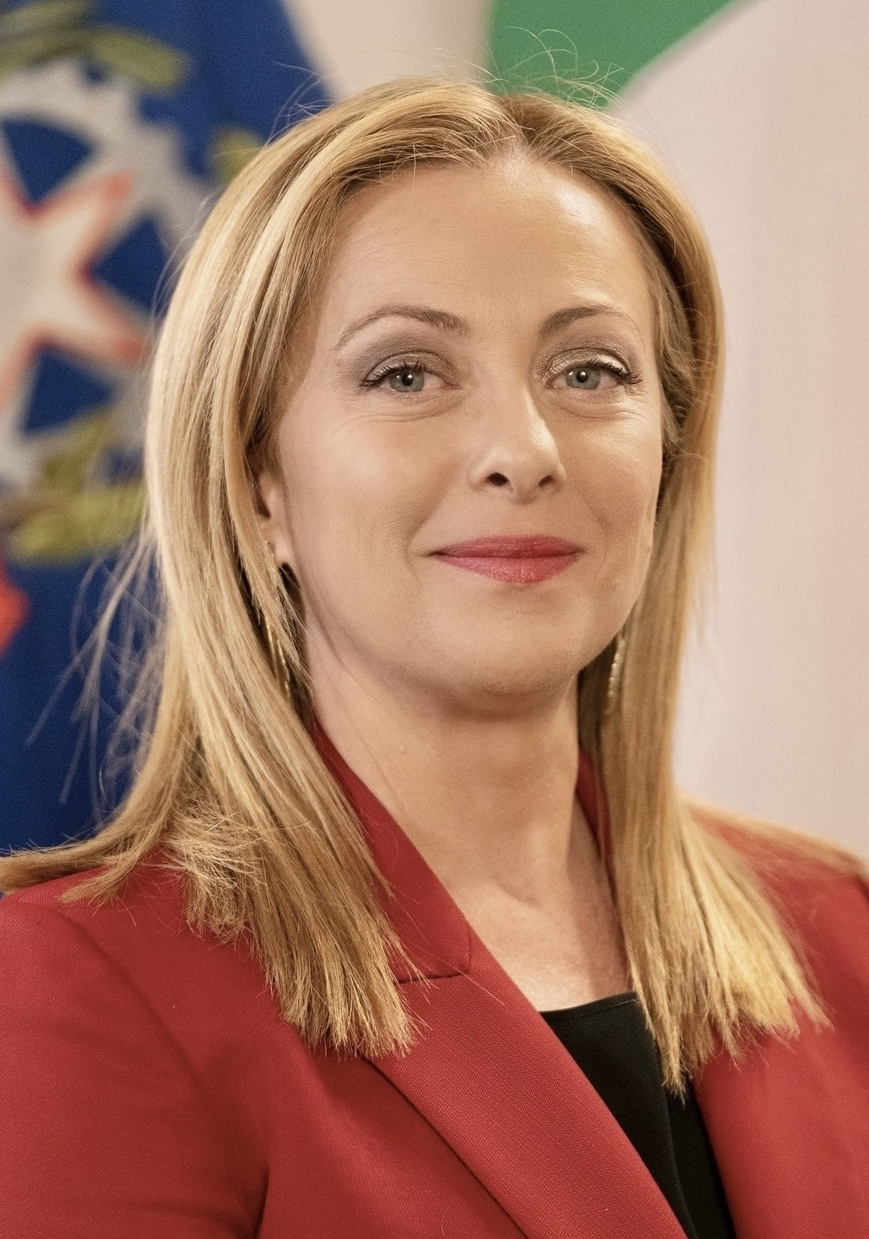
Giorgia Meloni presidirá la 50ª cumbre del G7.

### Fondo
Todos los Estados miembros del G7 participarán en la cumbre, incluidos los representantes de la Unión Europea. El Presidente de la Comisión Europea ha sido un participante permanentemente bienvenido en todas las reuniones desde 1981.
Italia, coincidiendo con su presidencia del G7 en 2024, hizo hincapié en las asociaciones estratégicas con África.

## Participantes e Invitados

### Miembros formales del G7
- Italia (anfitriona): Giorgia Meloni
- Canadá: Justin Trudeau
- Francia: Emmanuel Macron
- Alemania Olaf Scholz
- Japón: Fumio Kishida
- Reino Unido: Rishi Sunak
- Estados Unidos: Joe Biden
- Unión Europea: Ursula von der Leyen y Charles Michel

### Invitados internacionales

#### Sudamérica
- Argentina: Javier Milei
- Brasil: Luiz Inácio Lula da Silva

#### Europa
(Sin ser miembros de la Unión Europa)
- Ucrania: Volodímir Zelenski
- Turquía: Recep Tayyip Erdoğan
- Ciudad del Vaticano: Papa Francisco [5]

#### Asia
- India: Narendra Modi
- Jordania: Abdalá II de Jordania
- EAU: Mohamed bin Zayed Al Nahayan

#### África
- Unión Africana/ Mauritania: Mohamed Ould Ghazouani
- Argelia: Abdelmadjid Tebboune
- Túnez: Kaïs Saied
- Kenia: William Ruto

### Organismos internacionales
- Naciones Unidas: António Guterres
- Fondo Monetario Internacional: Kristalina Georgieva
- Banco Mundial
- Banco Africano de Desarrollo: Akinwumi Adesina
- Organización para la Cooperación y el Desarrollo Económicos: Mathias Cormann[6]

## Líderes participantes

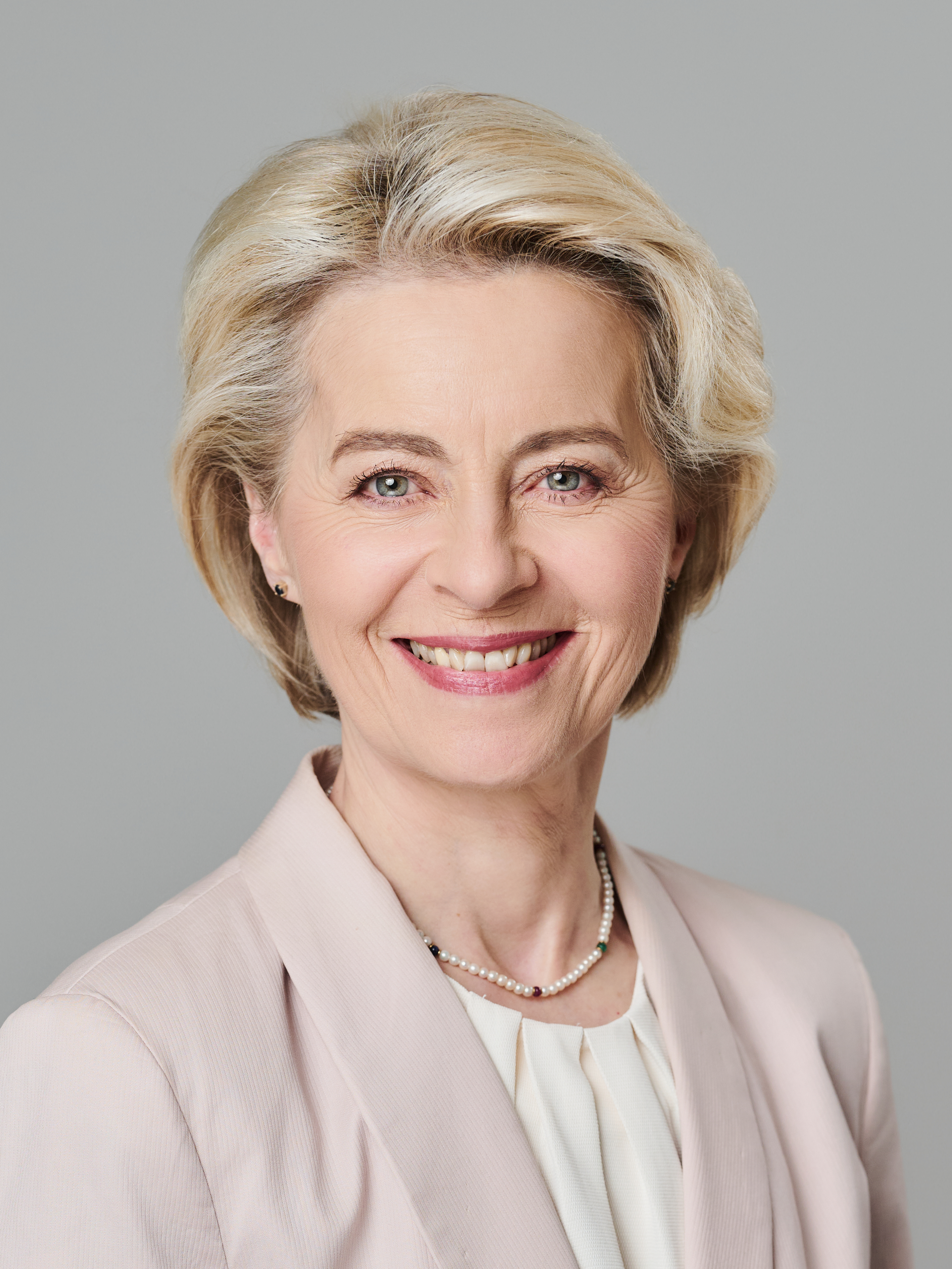
' Ursula von der Leyen, Presidente de la Comisión Europea
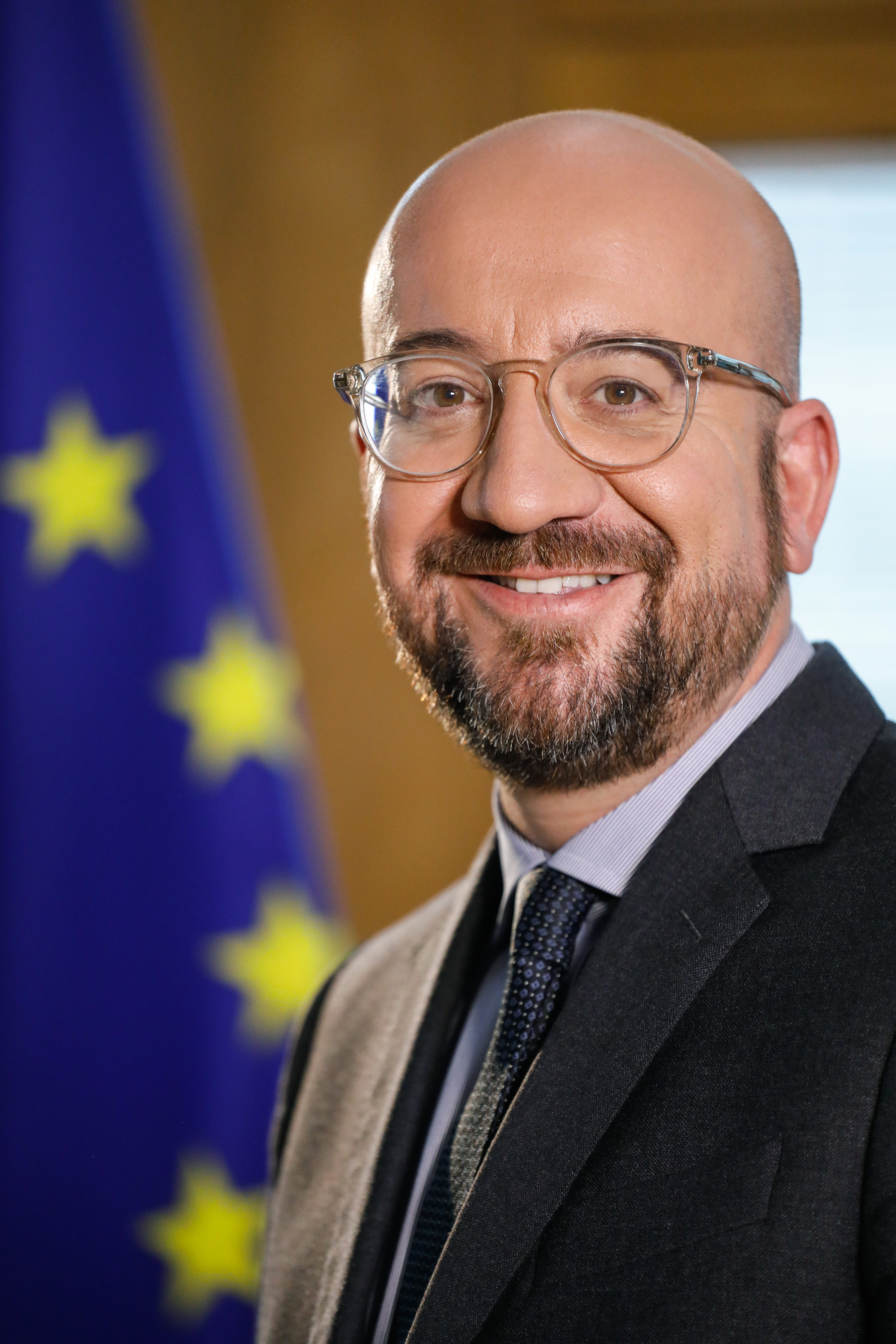
' Charles Michel, Presidente del Consejo Europeo

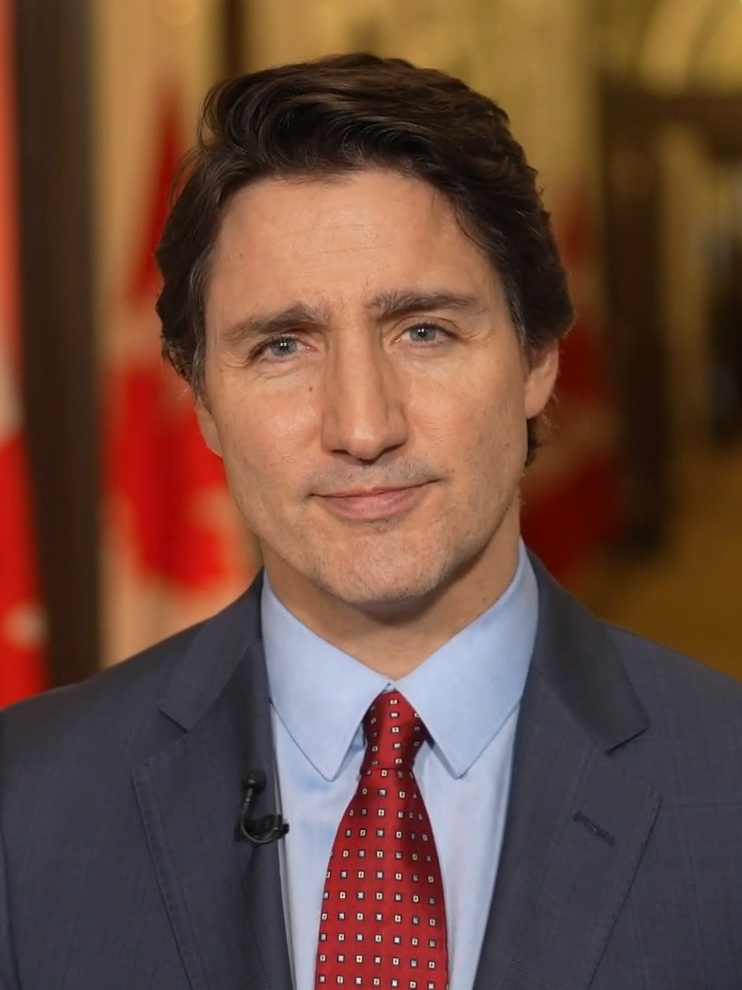
Canadá Justin Trudeau, Primer ministro
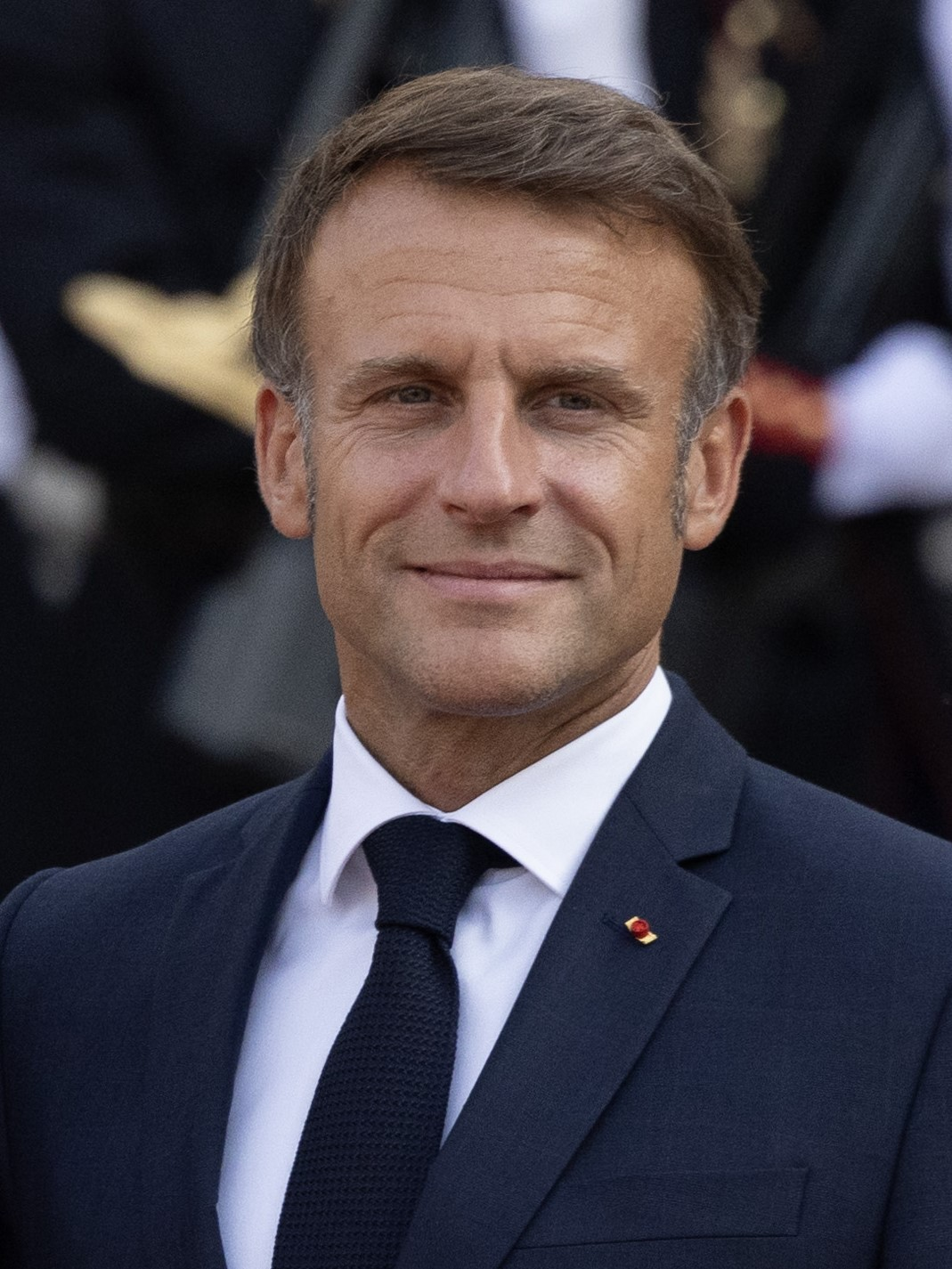
Francia Emmanuel Macron, Presidente
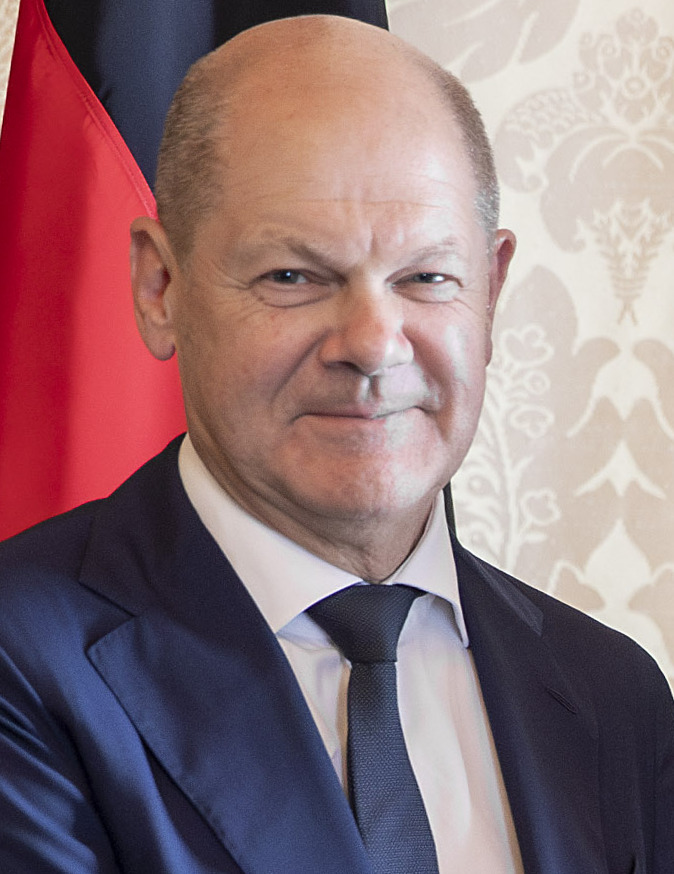
Alemania Olaf Scholz, Canciller
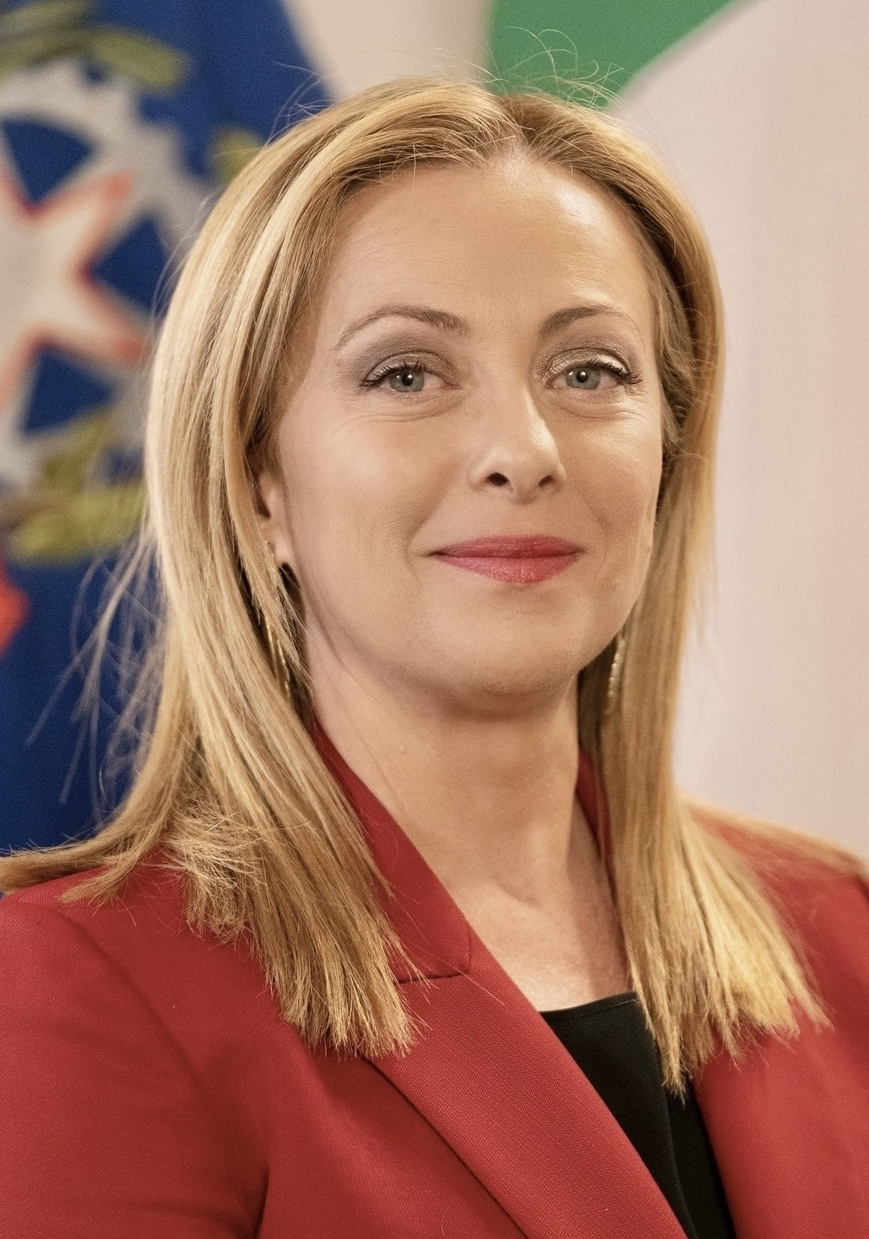
Giorgia Meloni, Primer ministro (Anfitrión)
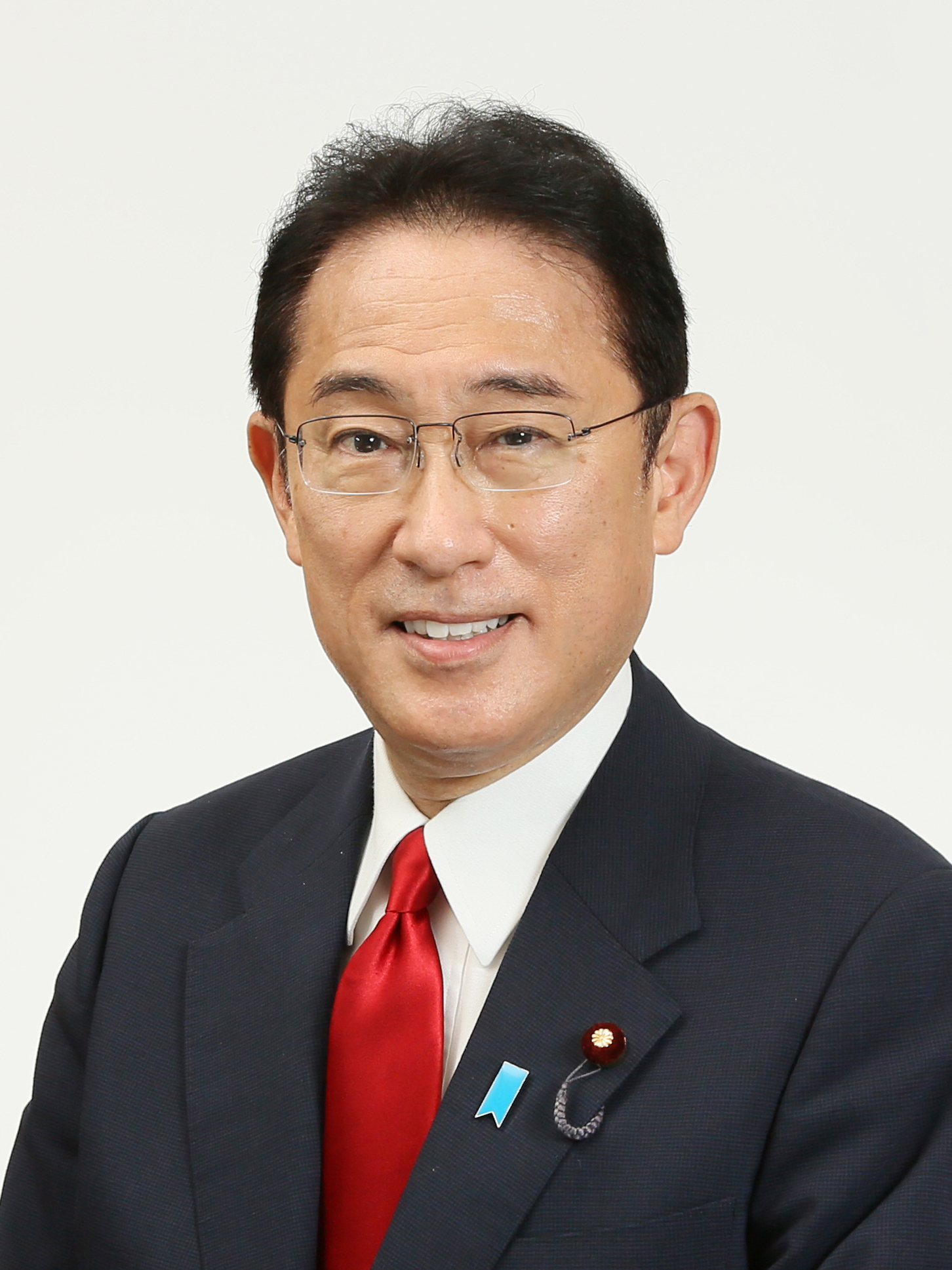
Japón Fumio Kishida, Primer ministro
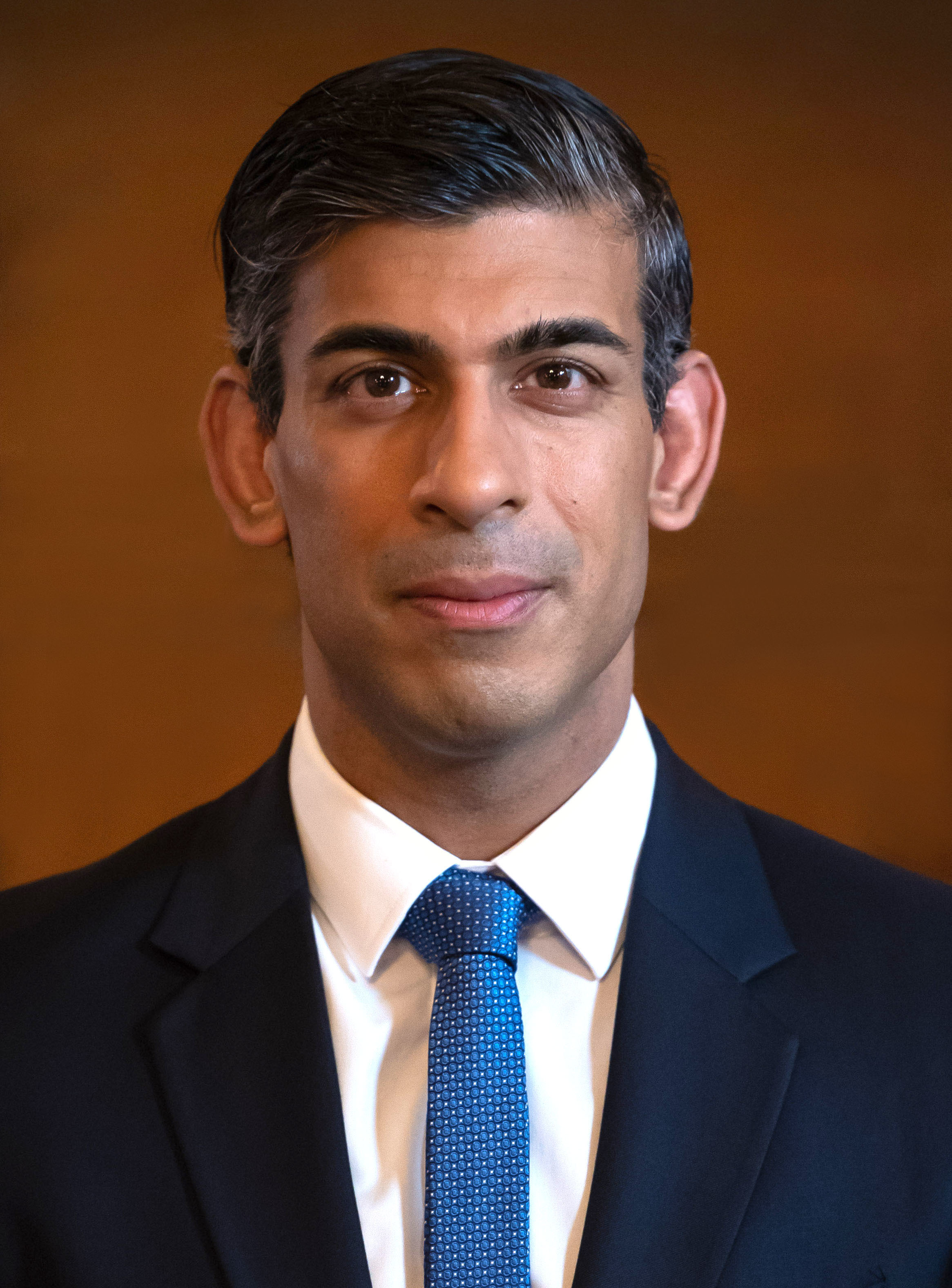
Reino Unido Rishi Sunak,  Primer ministro
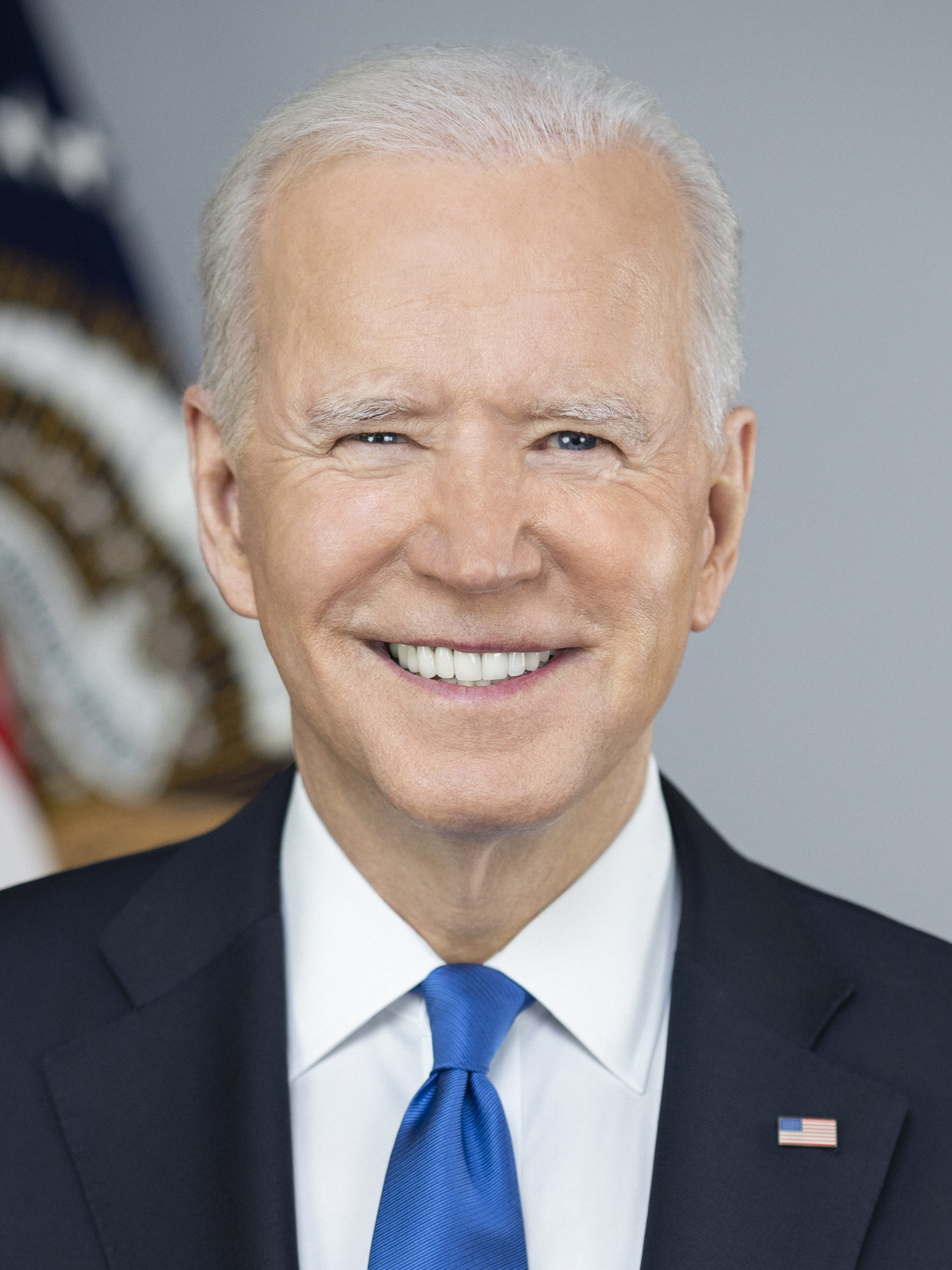
Estados Unidos Joe Biden, Presidente

- Unión Europea
Ursula von der Leyen, Presidente de la Comisión Europea
- Unión Europea
Charles Michel,
Presidente del Consejo Europeo

### Líderes invitados
A la cumbre iban a ser invitados representantes de Argelia, Argentina, Brasil, Emiratos Árabes Unidos, India, Jordania, Kenia, Mauritania (en representación de la Unión Africana), Túnez, Turquía, Ucrania y Ciudad del Vaticano.

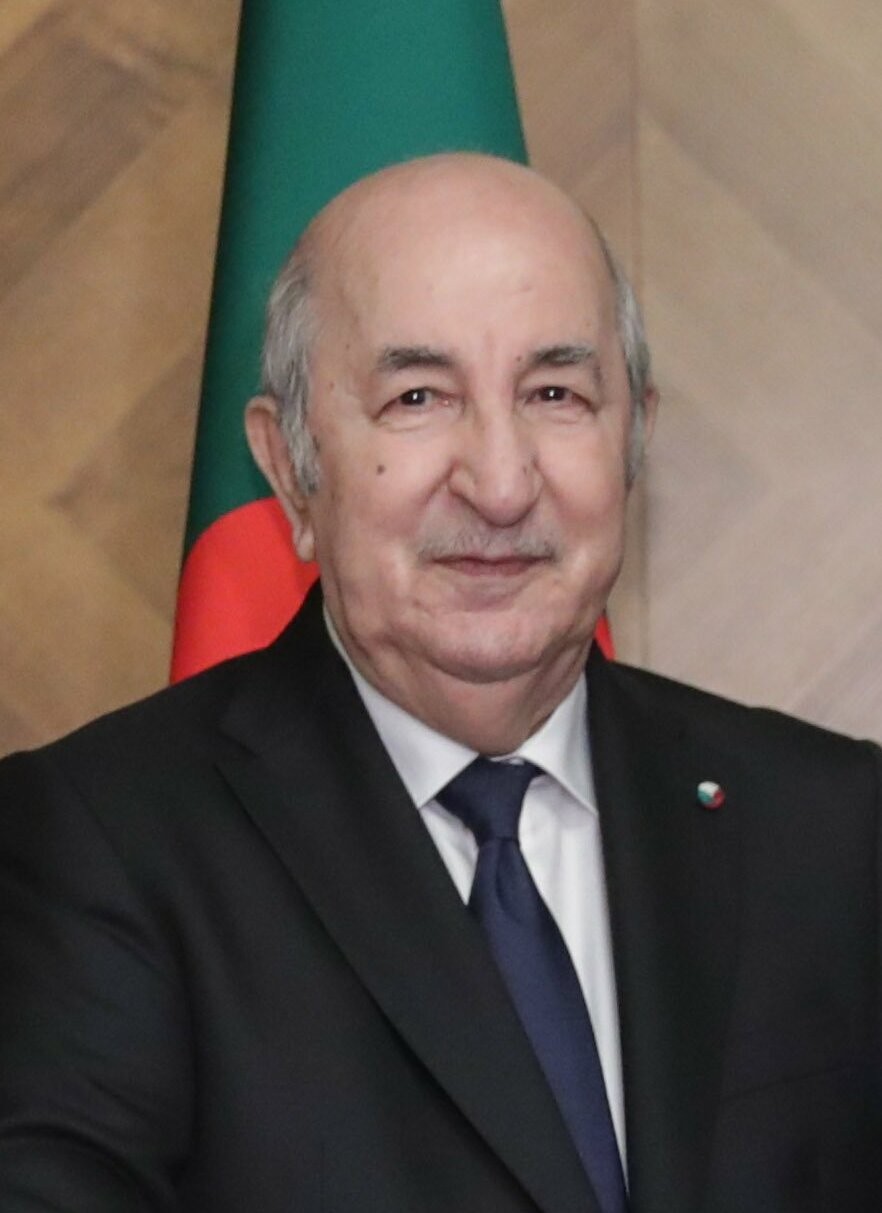
Argelia Abdelmadjid Tebboune, Presidente
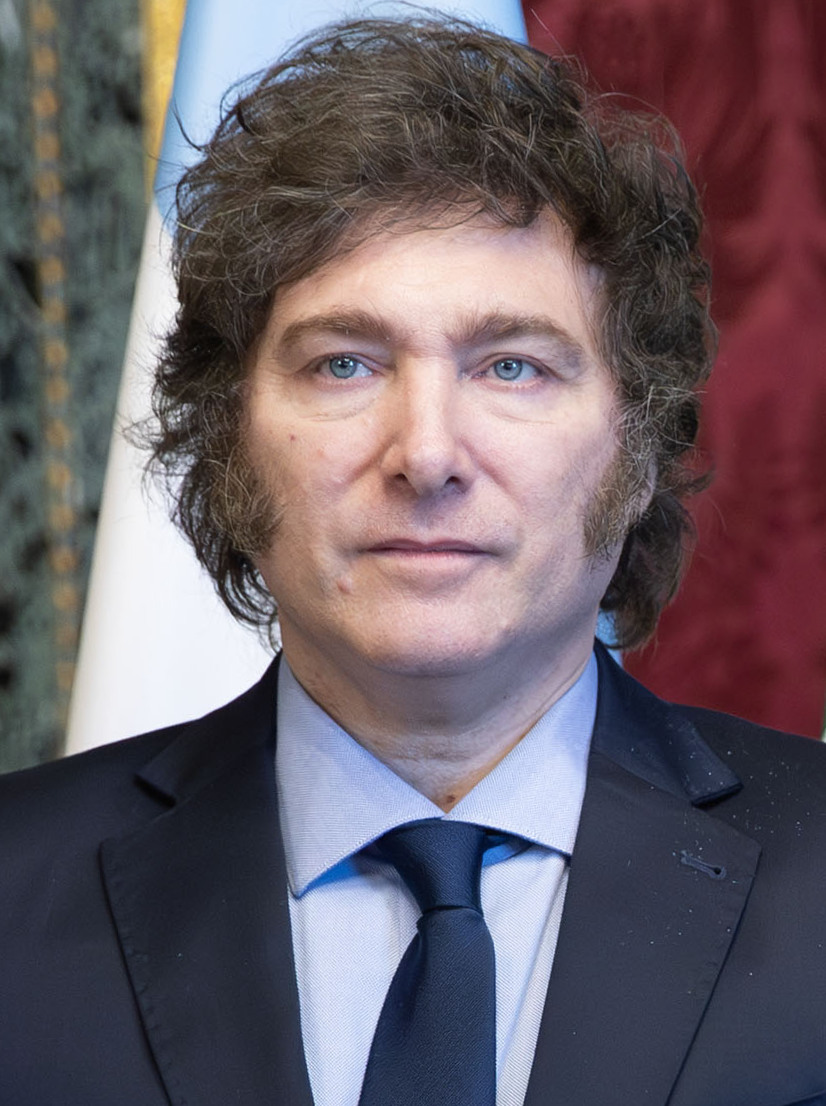
Argentina Javier Milei, Presidente
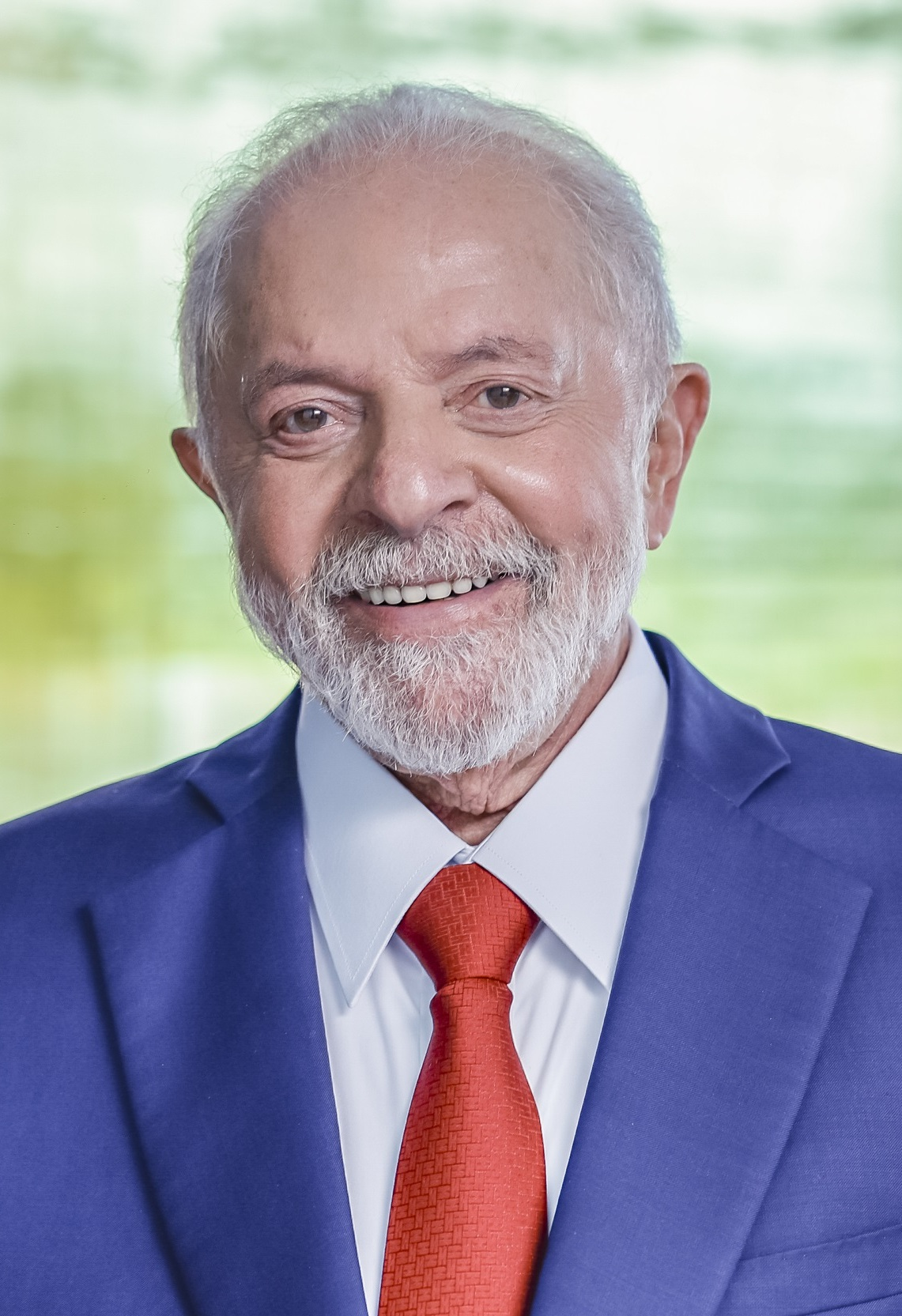
Brasil Luiz Inácio Lula da Silva, Presidente
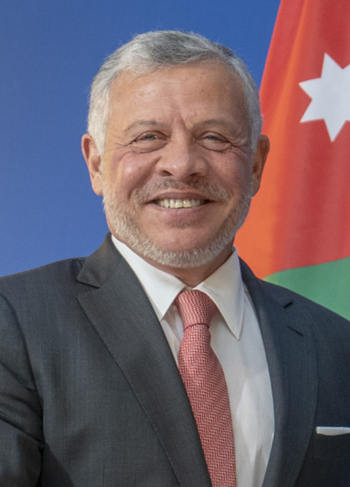
Jordania Abdullah II, Rey
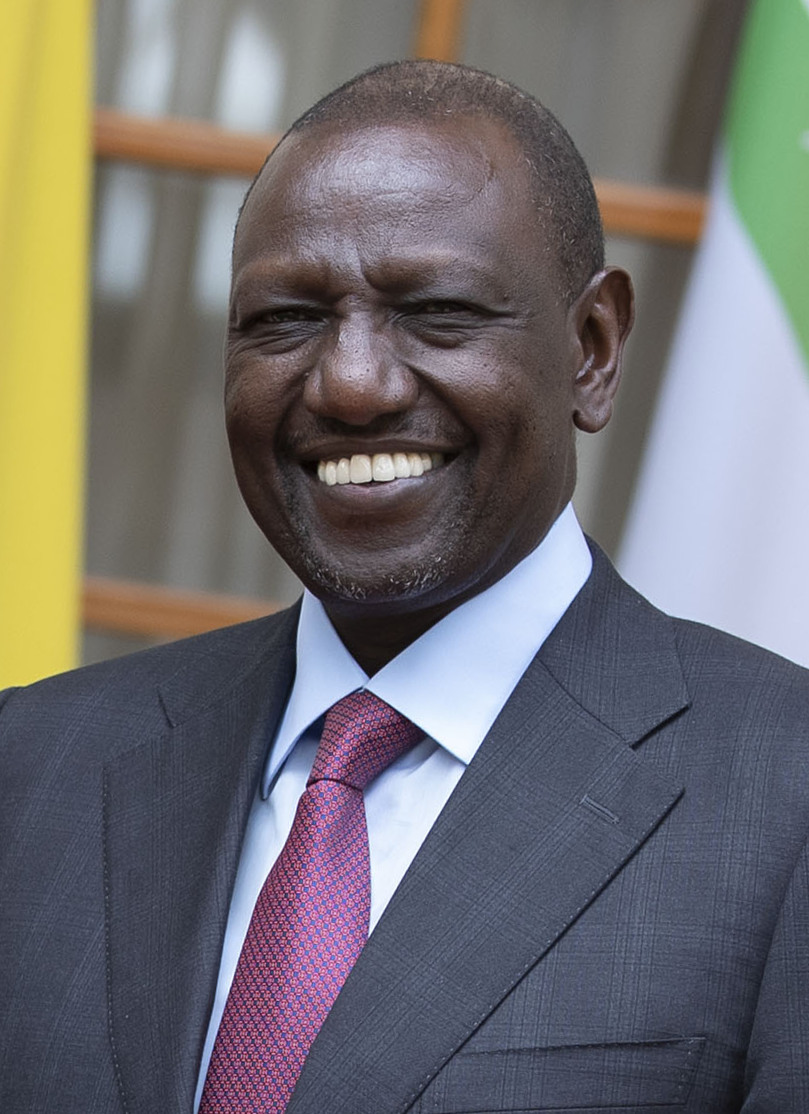
Kenia William Ruto, Presidente
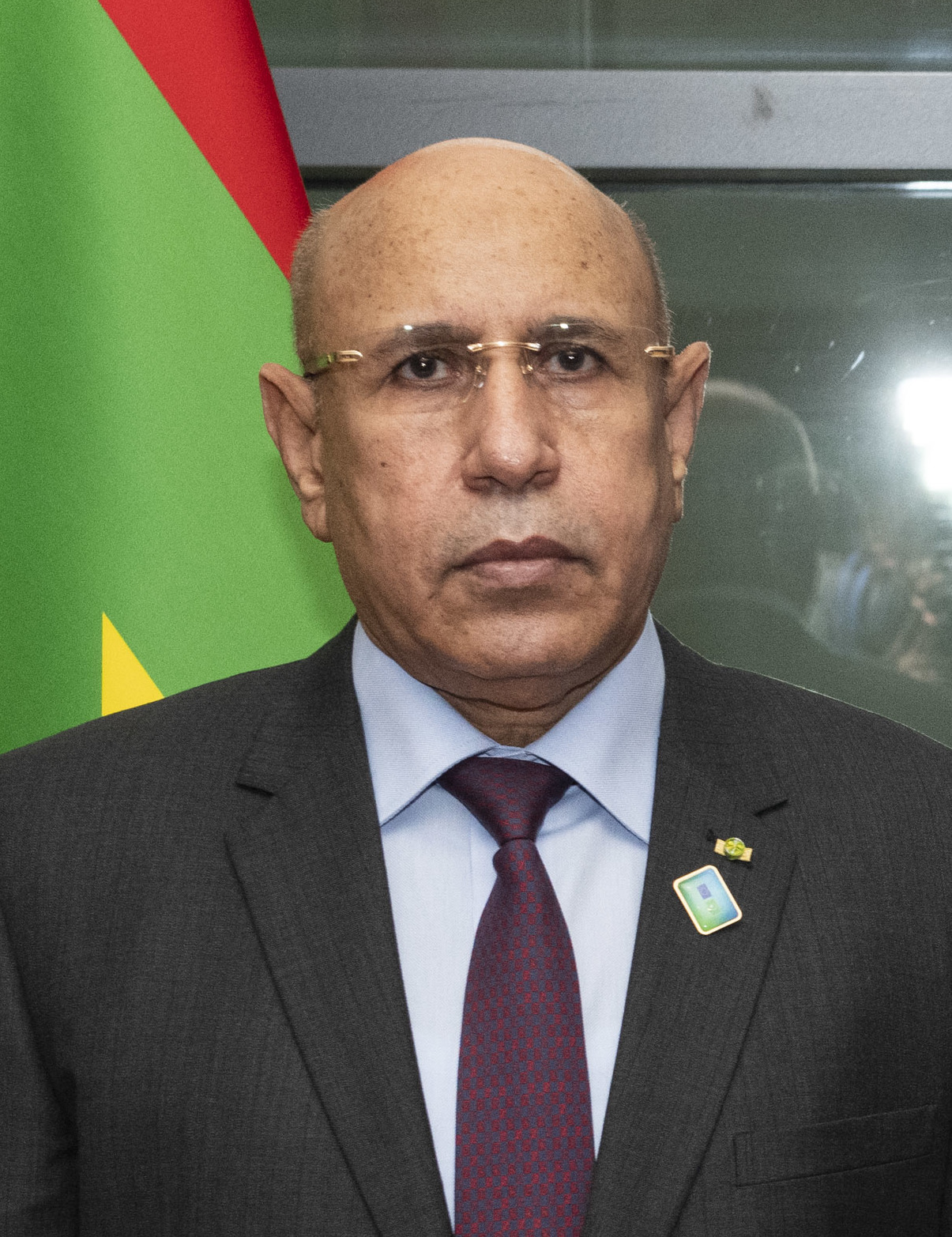
Mauritania Mohamed Ould Ghazouani Presidente
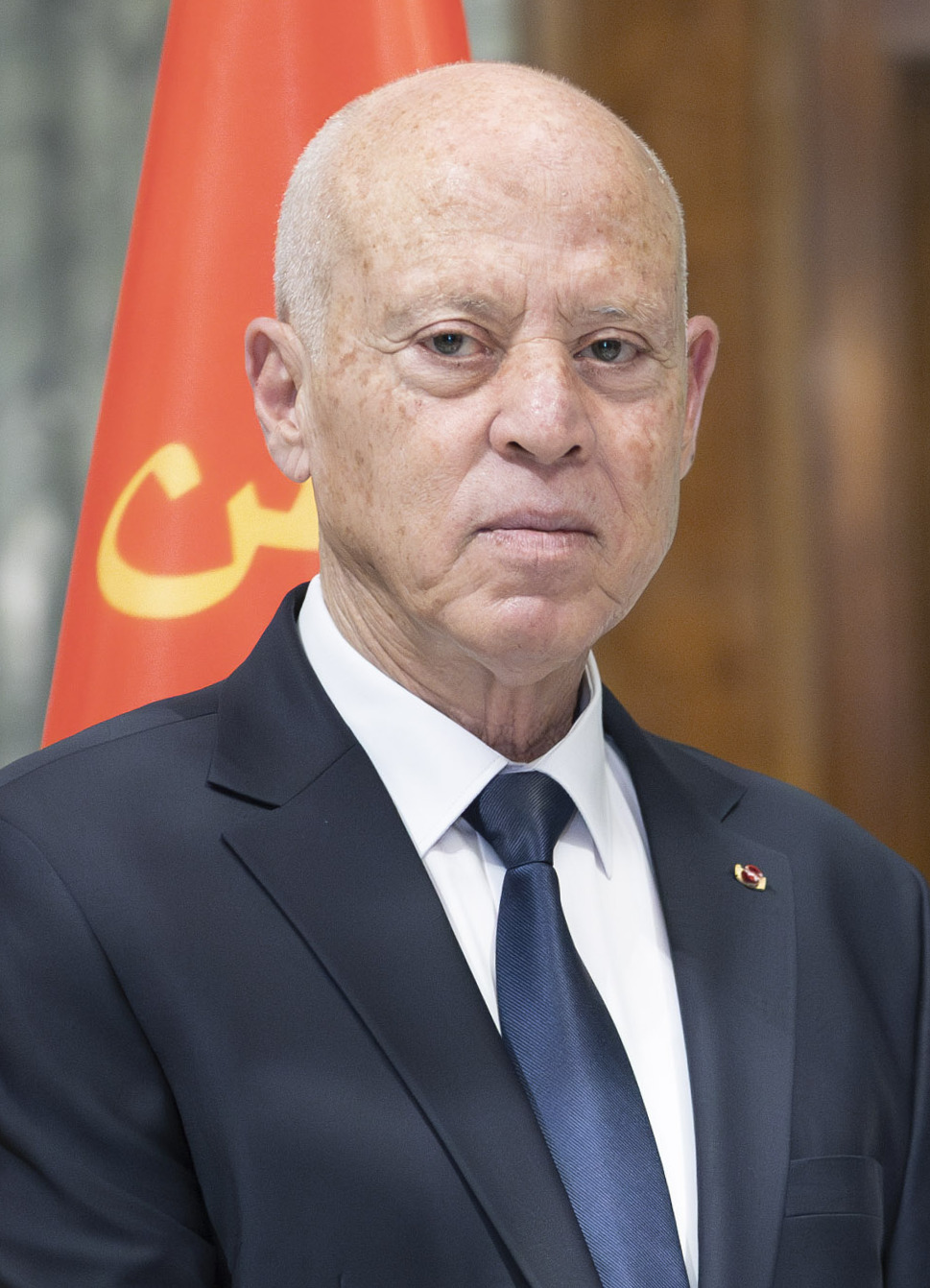
Túnez Kaïs Saïed, Presidente
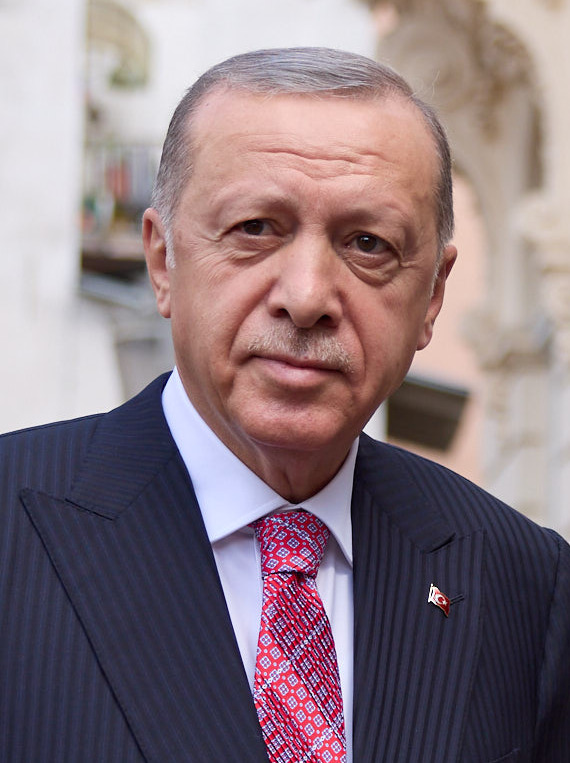
Turquía Recep Tayyip Erdoğan, Presidente
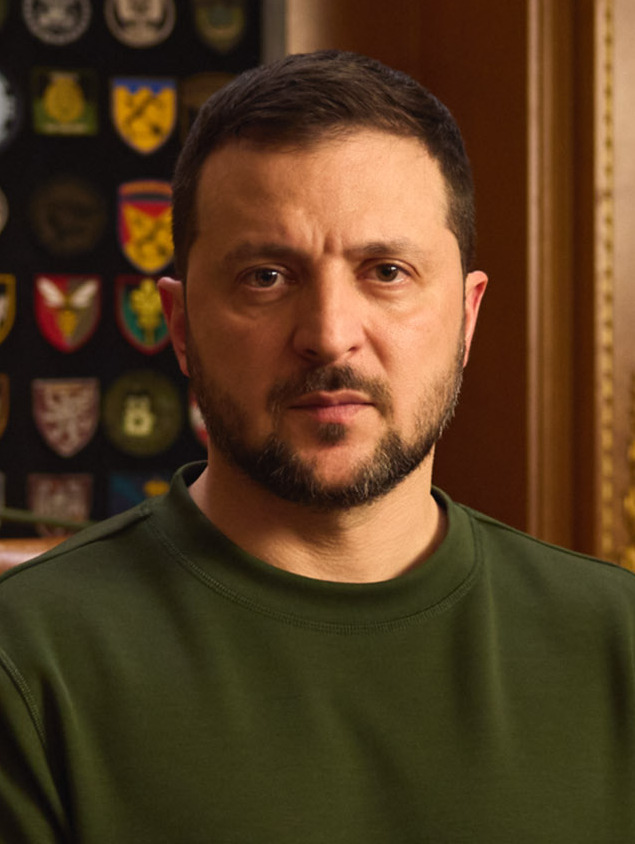
Ucrania Volodymyr Zelenskyy, Presidente
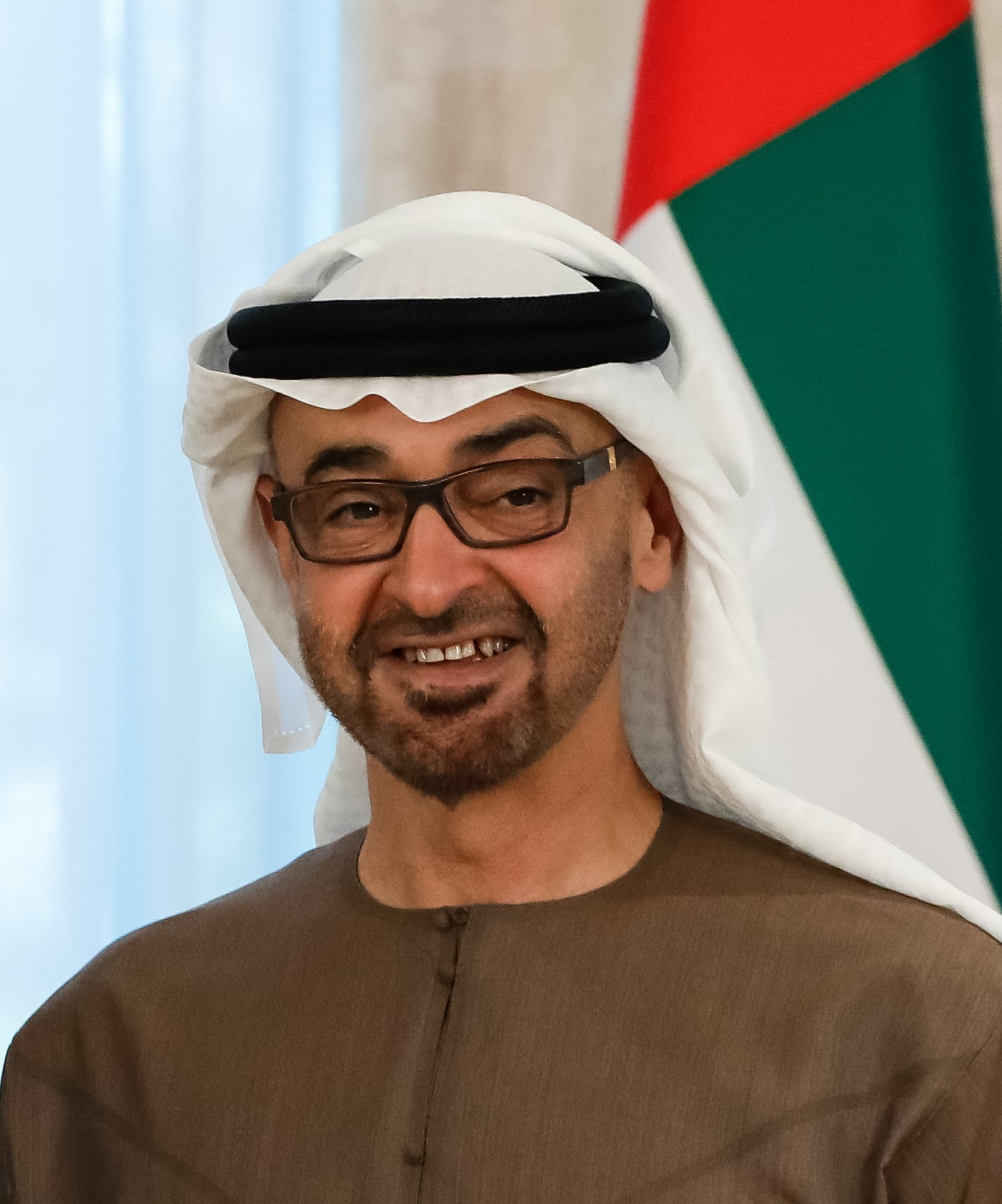
EAU Mohamed bin Zayed, Presidente
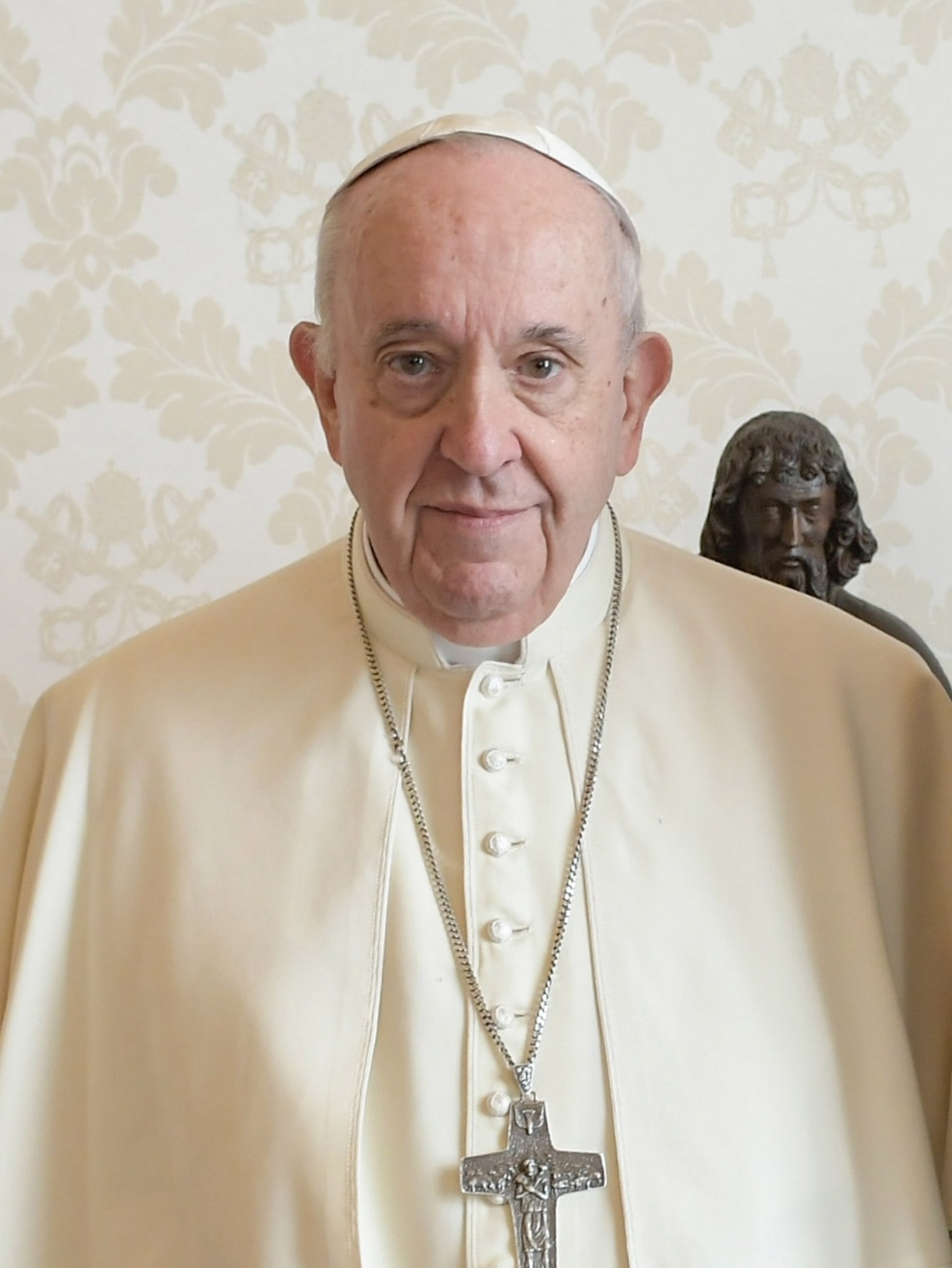
Ciudad del Vaticano Papa Francisco, Papa

### Invitados de organizaciones internacionales participantes

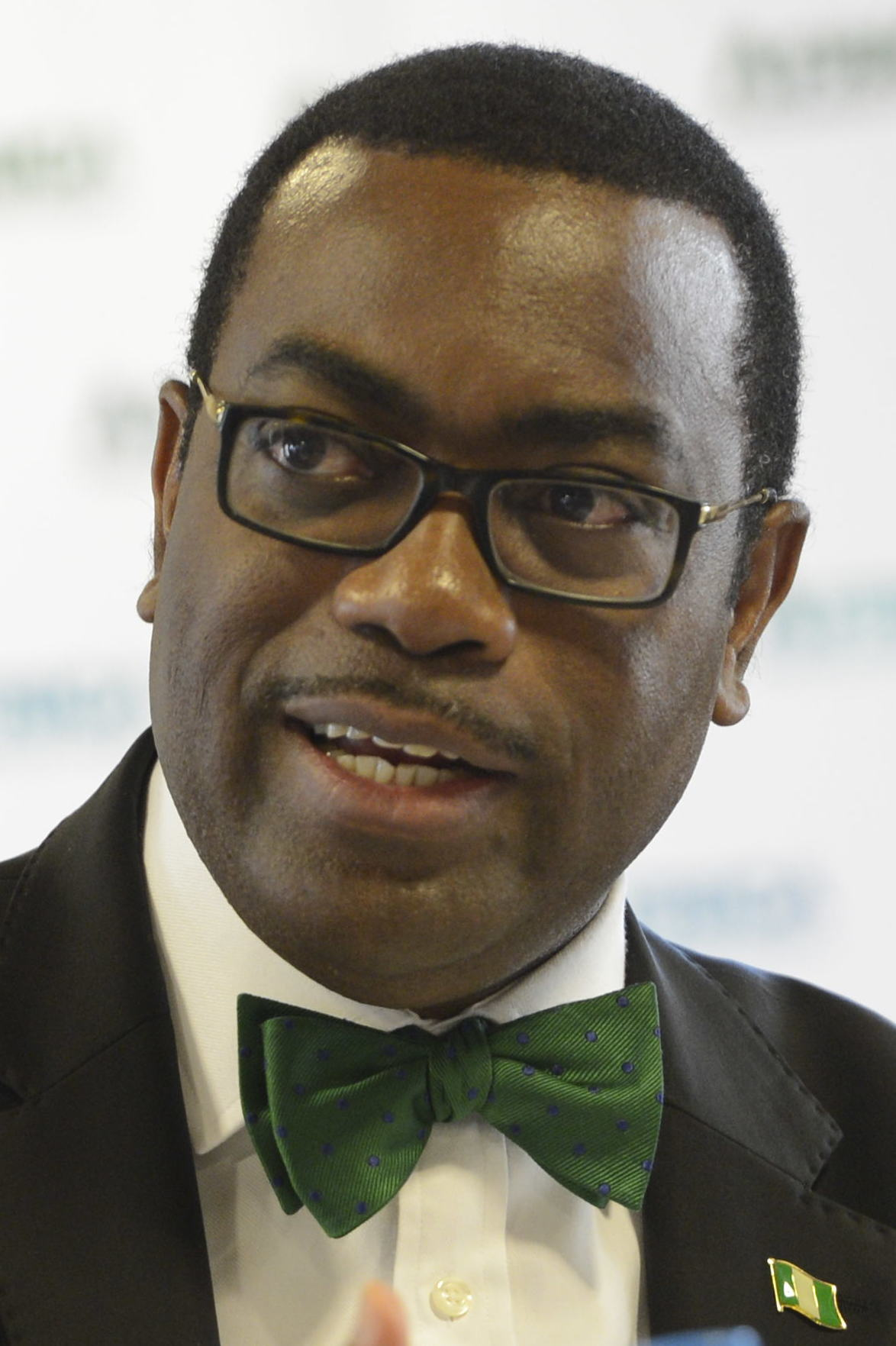
Banco Africano de Desarrollo Akinwumi Adesina, Presidente
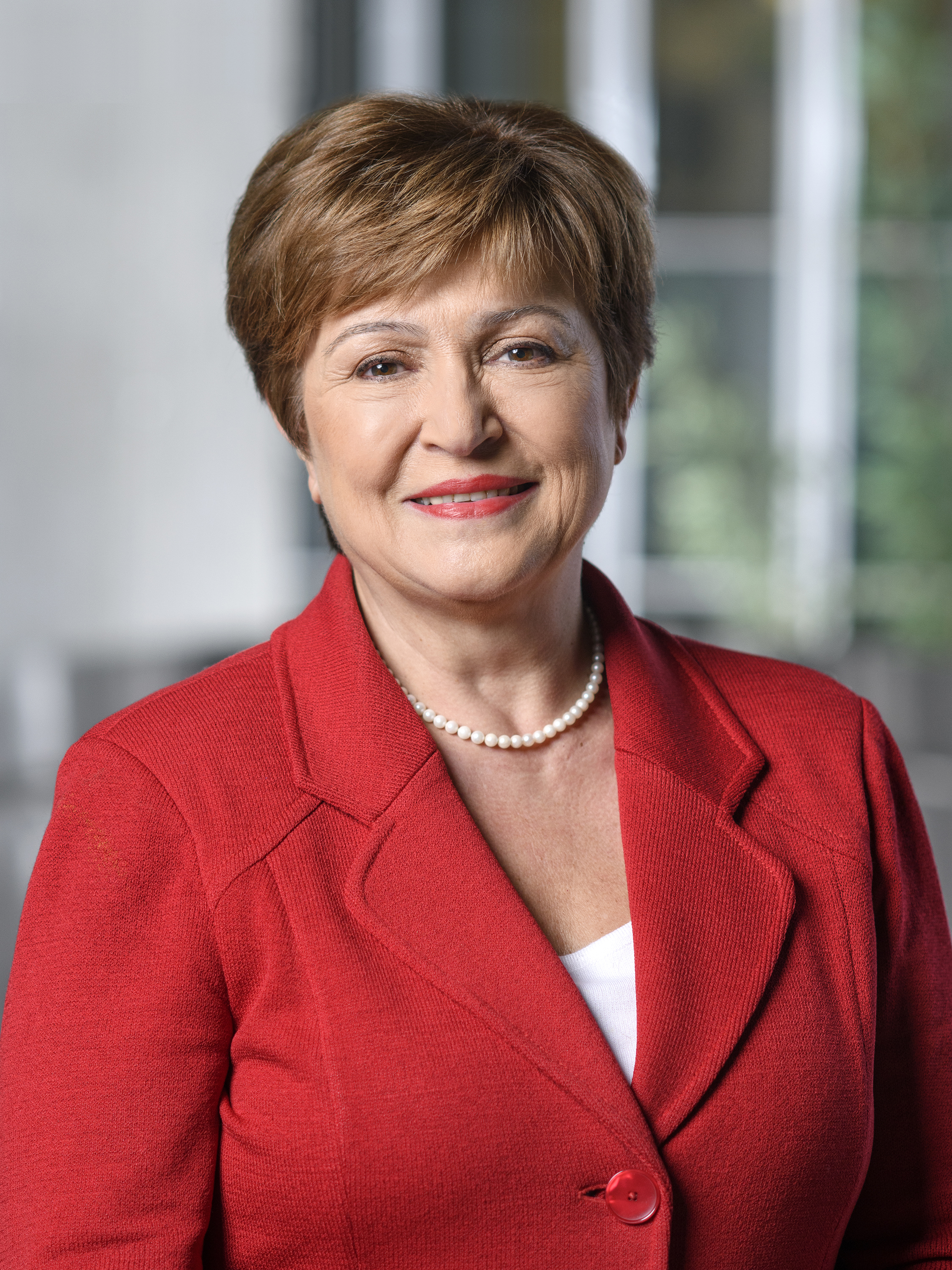
Fondo Monetario Internacional Kristalina Georgieva, Directora de Operaciones
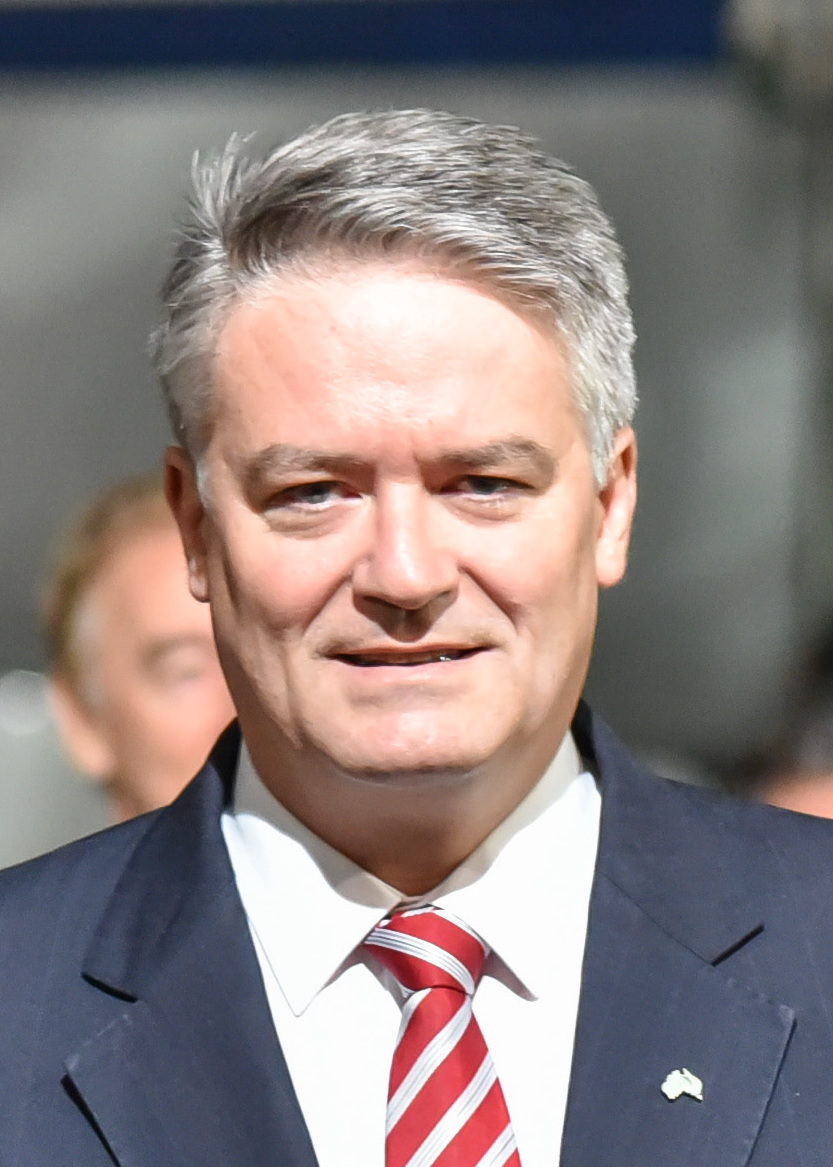
Organización para la Cooperación y el Desarrollo Económicos Mathias Cormann, Secretario general
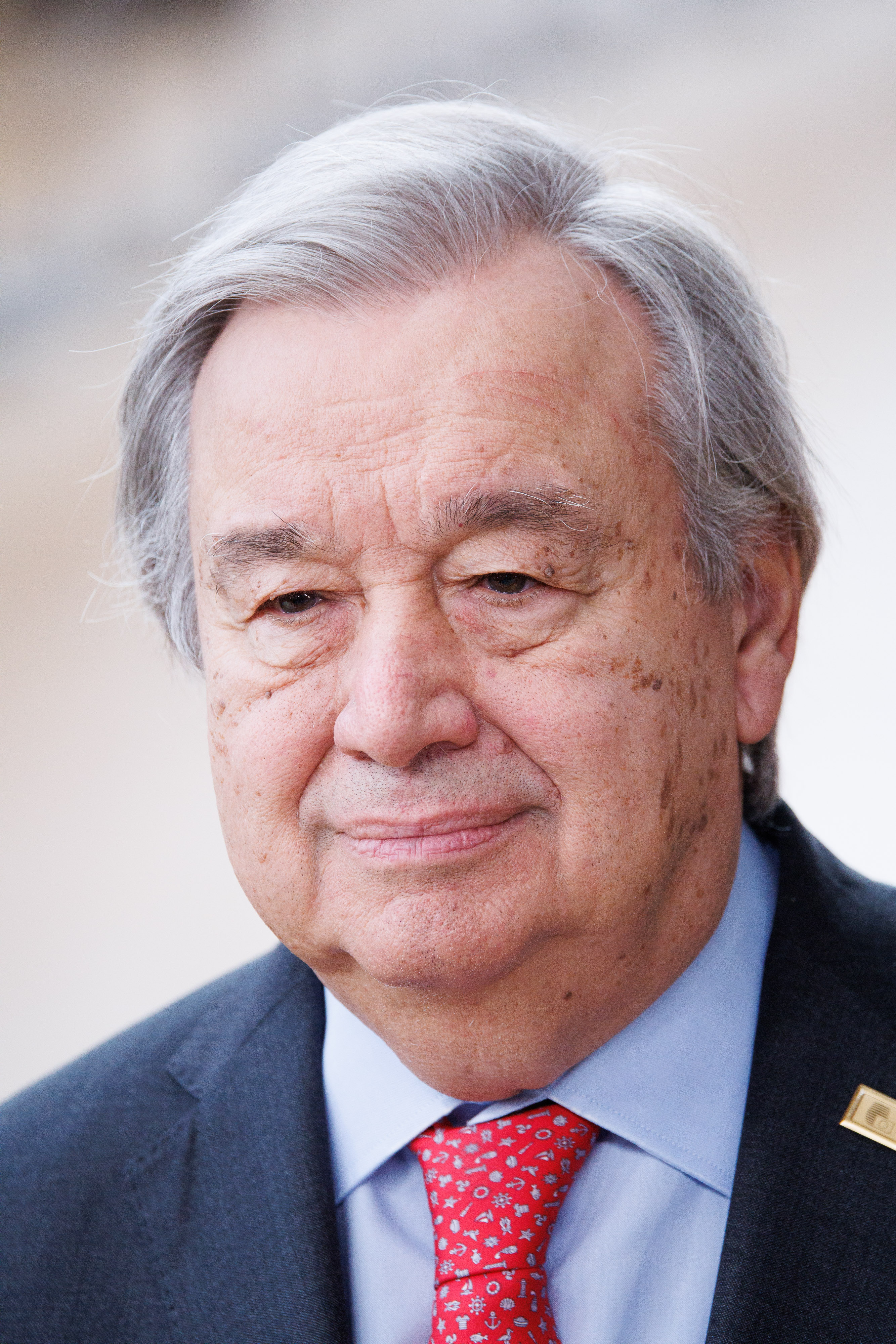
Naciones Unidas António Guterres, Secretario General
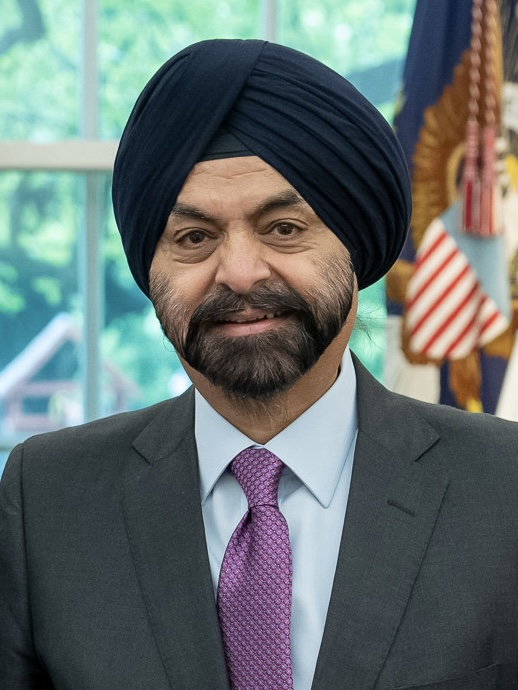
Banco Mundial Ajay Banga, Presidente